# Narawntapu nationalpark
Narawntapu nationalpark, tidigare Asbestos Range nationalpark, är en nationalpark på den australiensiska ön Tasmanien. Parken sträcker sig utmed öns norra kust från Port Sorell i väst till Tamarflodens mynning i öst och täcker en areal på 4 349 hektar. Den inrättades 1976 som Asbestos Range nationalpark och bytte namn till det nuvarande 2000.
Flera olika landskaps- och naturtyper finns representerade i parken. Vegetationen utmed kusten domineras av sanddyner, hedar och gräsmarker medan kullarna längre in täcks av torra hårdbladsskogar. Det finns även stora ytor salta våtmarker.
Parken karaktäriseras av ett rikt och varierat djurliv som även är lättobserverat för besökarna, vilket bidrog till områdets smeknamn Tasmaniens Serengeti. Narawntapu är ett av de områden på ön där förekomsten av flera djurarter, däribland Thylogale billardierii, nakennosvombat, tasmansk djävul och rödhalsad vallaby, är som högst. Även fågelfaunan är rik; den omfattar drygt 100 arter, bland annat den utrotningshotade örnen Aquila audax fleayi.